# Bernmobil Be 4/6
Bernmobil Be 4/6 ist die Typenbezeichnung der 15 fünfteiligen und niederflurigen Gelenktrams des Typs Combino Advanced der schweizerischen Verkehrsgesellschaft Bernmobil. Die 2001 bestellten Fahrzeuge verfügen über ein speziell für die Strassenbahn Bern entwickeltes Frontdesign und eine Isolierverglasung. Der Fahrgastraum ist, im Gegensatz zur geschlossenen Fahrerkabine, nicht klimatisiert. 2009 verlängerte Bernmobil acht Wagen durch zwei zusätzliche Segmente auf über 40 Meter Länge. Diese werden unter der Bezeichnung Be 6/8 geführt.

## Beschreibung
Ein Überrollschutz (Fender) schützt unter das Tram geratene Personen vor dem Überrollen. Vier Trams wurden bereits bei ihrer Indienststellung mit einer automatischen Fahrgastzähl-Ausrüstung ausgestattet, die übrigen wurden entsprechend vorbereitet. Aufgrund der in Bern vorhandenen Weichensteuerung ist der Stromabnehmer 7000 Millimeter von der Vorderkante des Fahrzeuges entfernt.

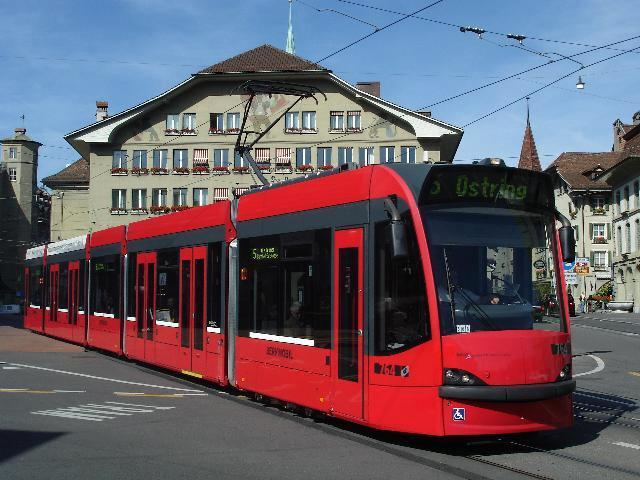
Wagen 764 vor der Verlängerung

Basis des Trams bildet ein geschweisstes Aluminiumuntergestell, auf das ein Gerüst von Aluminiumprofilen geschraubt ist. Auf dem Dach ist in einem begehbaren Gerätecontainer die elektrische Ausrüstung untergebracht. Das Dach besteht aus Aluminium-Sandwichplatten.
Die Antriebssteuerung erfolgt mittels zweier IGBT-Pulswechselrichter, welche die Drehstrom-Asynchron-Fahrmotoren speisen. Der Antrieb ist voll rückspeisefähig, was bedeutet, dass die elektrische Bremse als Nutzbremse ausgelegt ist und die daraus gewonnene Energie ins Fahrleitungsnetz zurückgeführt werden kann.
Die gegenüber den älteren Trams um 100 Millimeter breiteren Fahrzeuge und das helle Innendesign sollen den Fahrgästen ein angenehmes Innengefühl vermitteln. Die verhältnismässig leichten Fahrzeuge sind relativ stark motorisiert, was hohe Beschleunigungswerte ermöglicht.

## Galerie

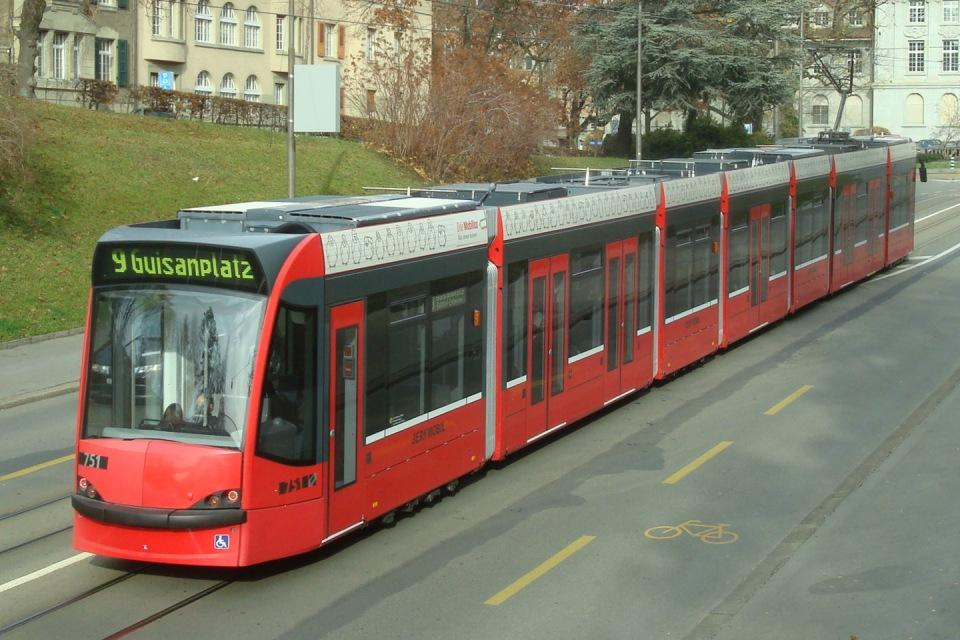
Verlängerter Wagen 751, das neu eingesetzte Mittelteil ist etwas kürzer und besitzt nur eine Türe
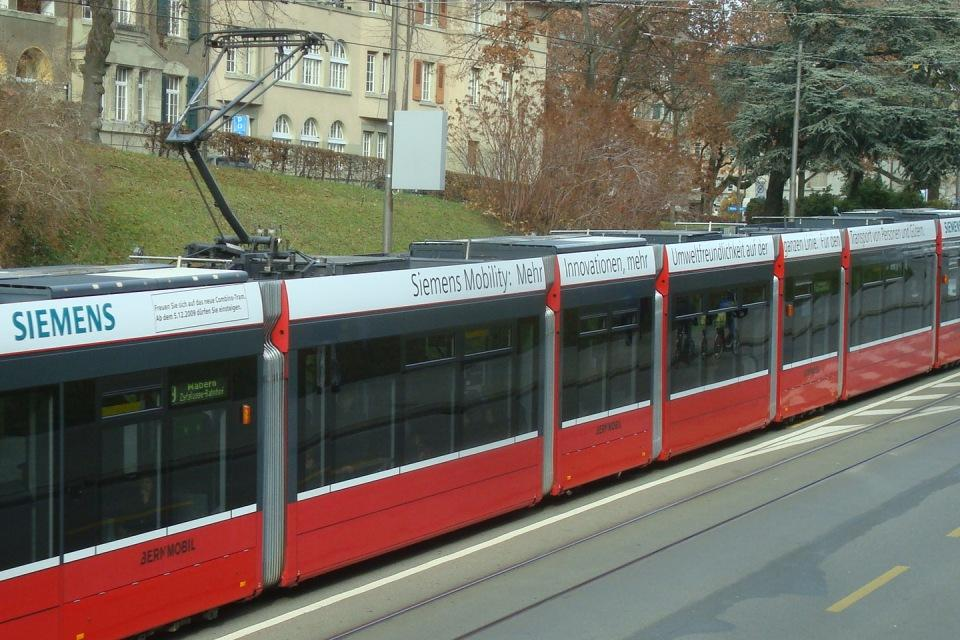
Detailansicht eines verlängertern Combinos